# Daniel García Lara
Daniel García Lara, conosciuto come Dani (Cerdanyola del Vallès, 22 dicembre 1974), è un ex calciatore spagnolo, di ruolo attaccante.
Dani vanta esperienze in squadre prestigiose come Real Madrid e Barcellona ed è stato Nazionale spagnolo in 5 occasioni.

## Carriera

### Club
Catalano di origine, cominciò la carriera nel Real Madrid Castilla nel 1992. Dopo tre anni nella filiale del Real Madrid fu ceduto al Real Saragozza, quindi nel 1997 tornò al Real Madrid per una stagione e l'anno seguente fu acquistato dal Maiorca. Con il club balearese riuscì anche a segnare nella prima e finora  unica finale europea della storia del Maiorca, quella di Coppa delle Coppe contro la Lazio, che non bastò comunque a evitare la sconfitta. Nell'estate del 1999 decise di puntare su di lui il Barcellona, che lo pagò 15 milioni di euro. Qui per una stagione intera, privo della fiducia dell'allenatore, si allenò da solo. Nel 2003 si accasò nuovamente al Real Saragozza. Con la squadra aragonese vinse la Coppa del Re, battendo in finale il Real Madrid (2-3 ai supplementari) segnando anche un gol..
Nella stagione successiva giocò all'Espanyol.
Nel 2005 si trasferì in Grecia, all'Olympiakos, e all'inizio del 2006 al Denizlispor, in Turchia. Pochi mesi dopo fece ritorno in patria, al Rayo Majadahonda in Tercera División dove al termine della stagione con 31 partite e 8 gol messi a segno appende gli scarpini al chiodo all'età di 34 anni. Successivamente giocò in varie occasioni con la squadra delle vecchie glorie del Real Madrid giocando anche nel campionato Indoor sempre con la casacca dei Blancos.

### Nazionale
Iniziò la trafila con la Nazionale spagnola nel 1991 dividendosi dapprima con l'Under-16 laureandosi campione d'Europa di categoria, e poi con l'Under-17 partecipando al mondiale di categoria arrivando al secondo posto. Nel 1993 è la volta dell'Under-18 con cui segna due reti in 7 presenze, l'anno seguente viene chiamato dal ct Andoni Goikoetxea con l'Spagna under 21 ben figurando con 6 reti in 14 incontri disputati, successivamente ha partecipato alle Olimpiadi di Atlanta 1996 con la selezione olimpica. Esordì in Nazionale maggiore sotto la guida di José Antonio Camacho il 18 novembre 1998 nell'amichevole Italia-Spagna 2-2, segnando la sua prima ed unica rete il 5 maggio 1999 nell'amichevole vinta 3-1 contro la Croazia.

## Statistiche

### Presenze e reti nei club
Statistiche aggiornate al 30 giugno 2008.
| Stagione             | Squadra              | Campionato           | Campionato | Campionato | Coppe nazionali | Coppe nazionali | Coppe nazionali | Coppe continentali | Coppe continentali | Coppe continentali | Altre coppe | Altre coppe | Altre coppe | Totale | Totale |
| Stagione             | Squadra              | Comp                 | Pres       | Reti       | Comp            | Pres            | Reti            | Comp               | Pres               | Reti               | Comp        | Pres        | Reti        | Pres   | Reti   |
| -------------------- | -------------------- | -------------------- | ---------- | ---------- | --------------- | --------------- | --------------- | ------------------ | ------------------ | ------------------ | ----------- | ----------- | ----------- | ------ | ------ |
| 1992-1993            | Real Madrid B        | SD                   | 8          | 1          | -               | -               | -               | -                  | -                  | -                  | -           | -           | -           | 8      | 1      |
| 1993-1994            | Real Madrid B        | SD                   | 31         | 10         | -               | -               | -               | -                  | -                  | -                  | -           | -           | -           | 31     | 10     |
| 1994-1995            | Real Madrid B        | SD                   | 32         | 9          | -               | -               | -               | -                  | -                  | -                  | -           | -           | -           | 32     | 9      |
| Totale Real Madrid B | Totale Real Madrid B | Totale Real Madrid B | 71         | 20         |                 | -               | -               |                    | -                  | -                  |             | -           | -           | 71     | 20     |
| 1993-1994            | Real Madrid          | PD                   | 1          | 0          | CR              | 0               | 0               | CdC                | 0                  | 0                  | SS+CIbr     | 0+0         | 0+0         | 1      | 0      |
| 1994-1995            | Real Madrid          | PD                   | 1          | 0          | CR              | 0               | 0               | CU                 | 1                  | 2                  | -           | -           | -           | 2      | 2      |
| 1995-1996            | Real Zaragoza        | PD                   | 38         | 3          | CR              | 3               | 0               | CC                 | 6                  | 3                  | SU          | 2           | 0           | 49     | 6      |
| 1996-1997            | Real Zaragoza        | PD                   | 33         | 5          | CR              | 3               | 1               | -                  | -                  | -                  | -           | -           | -           | 36     | 6      |
| Totale Real Zaragoza | Totale Real Zaragoza | Totale Real Zaragoza | 71         | 8          |                 | 6               | 1               |                    | 6                  | 3                  |             | 2           | 0           | 85     | 12     |
| 1997-1998            | Real Madrid          | PD                   | 8          | 0          | CR              | 2               | 0               | UCL                | 1                  | 0                  | SS          | 1           | 0           | 12     | 0      |
| Totale Real Madrid   | Totale Real Madrid   | Totale Real Madrid   | 10         | 0          |                 | 2               | 0               |                    | 2                  | 2                  |             | 1           | 0           | 15     | 2      |
| 1998-1999            | Maiorca              | PD                   | 36         | 12         | CR              | 4               | 2               | CC                 | 9                  | 4                  | SS          | 2           | 2           | 51     | 20     |
| 1999-2000            | Barcellona           | PD                   | 27         | 11         | CR              | 7               | 3               | UCL                | 9                  | 2                  | SS          | 1           | 0           | 44     | 16     |
| 2000-2001            | Barcellona           | PD                   | 14         | 1          | CR              | 5               | 0               | UCL+CU             | 6+1                | 0+0                | -           | -           | -           | 26     | 1      |
| 2001-2002            | Barcellona           | PD                   | 1          | 0          | CR              | 1               | 0               | UCL                | 1                  | 0                  | -           | -           | -           | 3      | 0      |
| 2002-2003            | Barcellona           | PD                   | 8          | 0          | CR              | 0               | 0               | UCL                | 4                  | 2                  | -           | -           | -           | 12     | 2      |
| 2003-gen. 2004       | Barcellona           | PD                   | 0          | 0          | CR              | 0               | 0               | CU                 | 0                  | 0                  | -           | -           | -           | 0      | 0      |
| Totale Barcellona    | Totale Barcellona    | Totale Barcellona    | 50         | 12         |                 | 13              | 3               |                    | 21                 | 4                  |             | 1           | 0           | 85     | 19     |
| gen.-giu. 2004       | Real Zaragoza        | PD                   | 15         | 3          | CR              | 3               | 1               | -                  | -                  | -                  | -           | -           | -           | 18     | 4      |
| Totale Real Zaragoza | Totale Real Zaragoza | Totale Real Zaragoza | 86         | 11         |                 | 9               | 2               |                    | 6                  | 3                  |             | 2           | 0           | 103    | 16     |
| 2004-2005            | Espanyol             | PD                   | 26         | 5          | CR              | 1               | 0               | -                  | -                  | -                  | -           | -           | -           | 27     | 5      |
| 2005-2006            | Olympiacos           | AE                   | 19         | 2          | CG              | 5               | 3               | UCL                | 3                  | 0                  | -           | -           | -           | 27     | 5      |
| 2006-2007            | Denizlispor          | SL                   | 11         | 4          | CT              | 1               | 1               | -                  | -                  | -                  | -           | -           | -           | 12     | 5      |
| 2007-2008            | Rayo Majadahonda     | TD                   | 31         | 8          | -               | -               | -               | -                  | -                  | -                  | -           | -           | -           | 31     | 8      |
| Totale Carriera      | Totale Carriera      | Totale Carriera      | 340        | 74         |                 | 35              | 11              |                    | 41                 | 11                 |             | 6           | 2           | 422    | 98     |

## Statistiche

### Cronologia presenze e reti in nazionale
| Cronologia completa delle presenze e delle reti in nazionale ― Spagna | Cronologia completa delle presenze e delle reti in nazionale ― Spagna | Cronologia completa delle presenze e delle reti in nazionale ― Spagna | Cronologia completa delle presenze e delle reti in nazionale ― Spagna | Cronologia completa delle presenze e delle reti in nazionale ― Spagna | Cronologia completa delle presenze e delle reti in nazionale ― Spagna | Cronologia completa delle presenze e delle reti in nazionale ― Spagna | Cronologia completa delle presenze e delle reti in nazionale ― Spagna |
| Data                                                                  | Città                                                                 | In casa                                                               | Risultato                                                             | Ospiti                                                                | Competizione                                                          | Reti                                                                  | Note                                                                  |
| --------------------------------------------------------------------- | --------------------------------------------------------------------- | --------------------------------------------------------------------- | --------------------------------------------------------------------- | --------------------------------------------------------------------- | --------------------------------------------------------------------- | --------------------------------------------------------------------- | --------------------------------------------------------------------- |
| 18-11-1998                                                            | Salerno                                                               | Italia                                                                | 2 – 2                                                                 | Spagna                                                                | Amichevole                                                            | -                                                                     |                                                                       |
| 27-3-1999                                                             | Valencia                                                              | Spagna                                                                | 9 – 0                                                                 | Austria                                                               | Qual. Euro 2000                                                       | -                                                                     |                                                                       |
| 31-3-1999                                                             | Serravalle                                                            | San Marino                                                            | 0 – 6                                                                 | Spagna                                                                | Qual. Euro 2000                                                       | -                                                                     |                                                                       |
| 5-5-1999                                                              | Siviglia                                                              | Spagna                                                                | 3 – 1                                                                 | Croazia                                                               | Amichevole                                                            | 1                                                                     |                                                                       |
| 16-8-2000                                                             | Hannover                                                              | Germania                                                              | 4 – 1                                                                 | Spagna                                                                | Amichevole                                                            | -                                                                     |                                                                       |
| Totale                                                                |                                                                       | Presenze                                                              | 5                                                                     |                                                                       | Reti                                                                  | 1                                                                     |                                                                       |

## Palmarès

### Club

#### Competizioni nazionali
- Supercoppa di Spagna: 3

Real Madrid: 1993, 1997
Maiorca: 1998
- Campionato spagnolo: 1

Real Madrid: 1994-1995
- Coppa di Spagna: 1

Real Saragozza: 2003-2004
- Campionato greco: 1

Olympiakos: 2005-2006
- Coppa di Grecia: 1

Olympiakos: 2005-2006

#### Competizioni internazionali
- Coppa Iberoamericana: 1

Real Madrid: 1994
- UEFA Champions League: 1

Real Madrid: 1997-1998

### Nazionale

#### Competizioni giovanili
- Campionato d'Europa Under-16: 1

Italia 1991